# Abadía de Císter
La abadía Santa María de Císter (del francés: Abbaye de Cîteaux) es una abadía francesa, ubicada en la comuna de Saint-Nicolas-lès-Cîteaux, al sur de Dijon, en el departamento de la Côte-d'Or, en la región de Borgoña-Franco Condado. Es la abadía fundadora, a partir de la aprobación por parte del papa Calixto II de la Carta Caritatis el 23 de diciembre de 1119, de la Orden del Císter que toma el nombre de la antigua localidad romana de Cistercium. Con más de dos mil fundaciones en Europa, fue un importante centro espiritual durante siete siglos aplicando con más rigor la regla de San Benito en comparación a la también influyente Orden de Cluny. La nueva orden monacal experimentó un crecimiento considerable en toda Europa gracias al empuje del carismático monje borgoñón Bernardo de Claraval (1090-1153), proclamado doctor de la Iglesia e impulsor espiritual de la Orden del Temple. En la actualidad sigue siendo sede central. 
El edificio tiene un estilo de transición entre el románico y el gótico, el llamado arte cisterciense. En la actualidad está ocupada por la Orden Cisterciense de la Estricta Observancia (OCSO).

Blasón de la Orden del Císter

## Historia
Fue la segunda fundación de San Roberto de Molesme, aunque la primera del Ducado de Borgoña, y la bautizó como Novum Monasterium para diferenciarlo de la abadía de Molesme que había fundado en 1075 en el condado de Auxerre y de donde procedía. El nuevo monasterio quedó bajo la protección de los duques de Borgoña.
Con la aprobación de la Carta Caritatis en 1119 la orden pasa a depender directamente de la autoridad papal con el objetivo de difundir la reforma gregoriana por todo el Occidente cristiano.
Durante la Revolución francesa fue objeto de confiscación, sufrió grandes destrozos y sus bienes se convirtieron en propiedad nacional.
Desde 1898 y en la actualidad pertenece a la Orden Cisterciense de la Estrecha Observancia (una rama del Císter) y cuenta con 35 miembros, dedicados a trabajos artesanos y venta al público de sus productos (principalmente quesos, dulces de miel y caramelos).

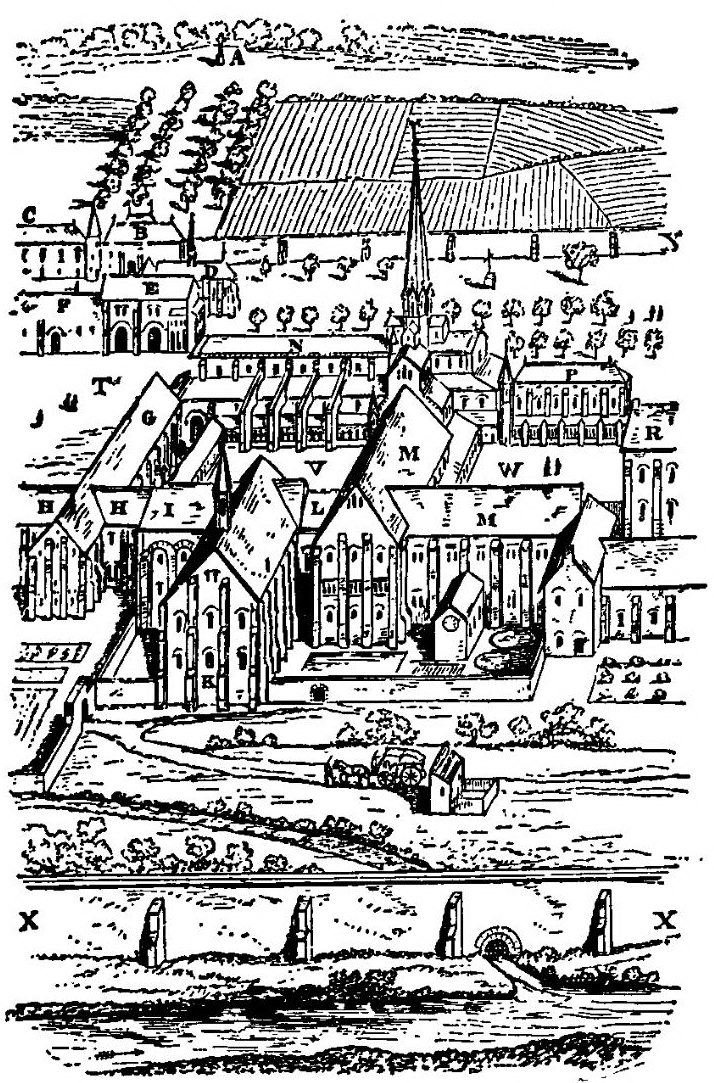
Perspectiva caballera de la abadía de Cîteaux. Dictionnaire raisonné de l'architecture française du XI^{e} au XVI^{e} siècle. Eugène Viollet-le-Duc, 1856.

## Fundación de la abadía
La historia de la abadía de Císter comienza el 21 de marzo de 1098, con la festividad de San Benito de Nursia, el padre del monacato europeo y que coincidió con el Domingo de Ramos.
Habiendo salido ese día de la Abadía de Notre-Dame de Molesme con la autorización del legado Hugo de Die, arzobispo de Lyon, un pequeño grupo de veintiún monjes, encabezados por Roberto de Molesme, emparentado con la numerosa familia de los señores de Maligny y novicio de la abadía de Saint-Pierre de Montier-la-Celle , abad de la abadía de Saint-Michel de Tonnerre, prior de la iglesia de Saint-Ayoul en Provins, abad fundador de la abadía de Santa María de Molesme..., llega al alodio de Císter con la intención de aplicar allí la Reforma Gregoriana, y vivir en el espíritu de oración y pobreza original de la regla escrita por Benito de Nursia en el siglo VI.